# Schifffahrtsgesellschaft des Vierwaldstättersees

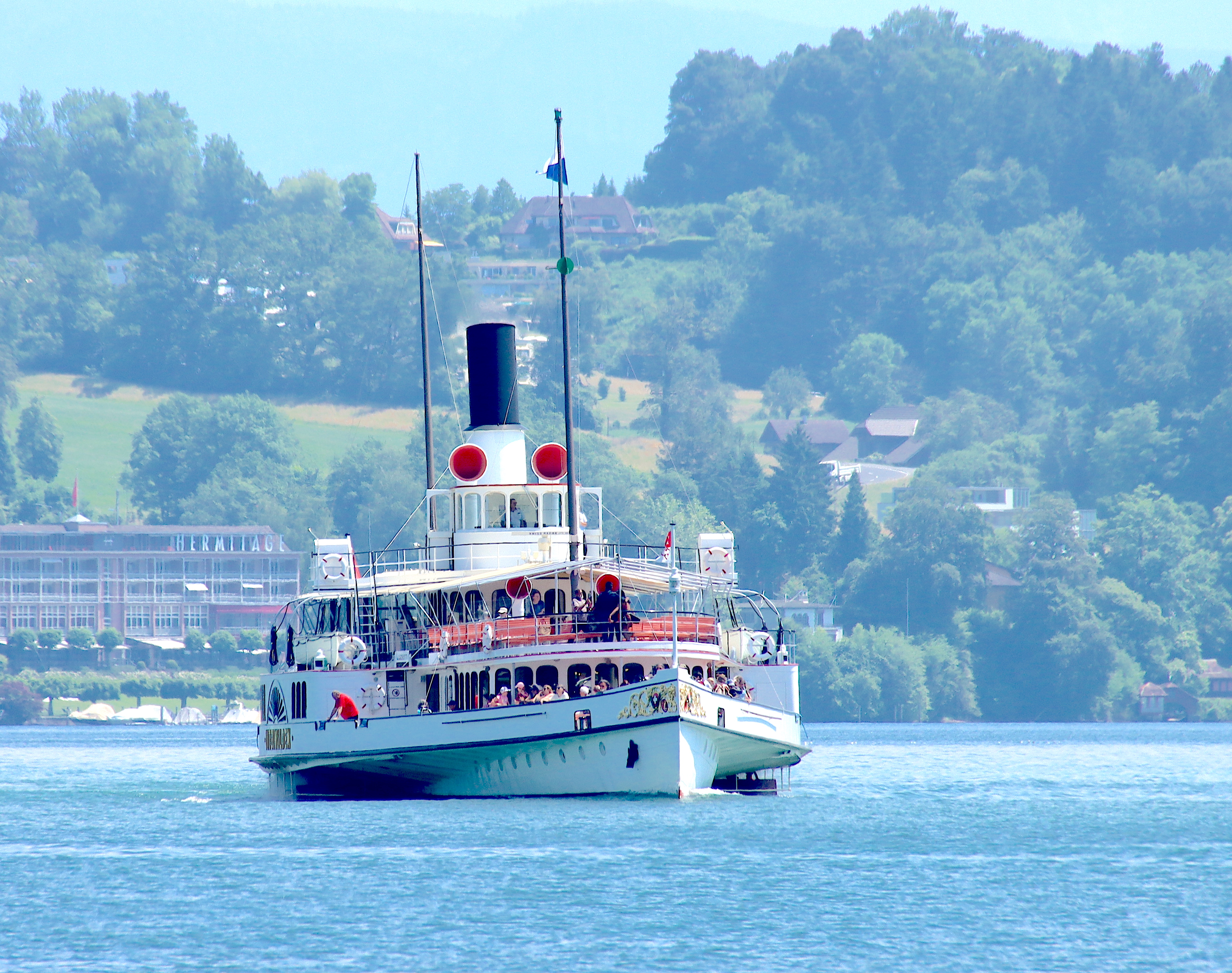
Dampfschiff Unterwalden der SGV

Die Schifffahrtsgesellschaft des Vierwaldstättersees AG (SGV) ist ein schweizerisches konzessioniertes Unternehmen, das Schifffahrt auf dem Vierwaldstättersee betreibt. Ihre Muttergesellschaft SGV Holding AG ist die grösste Binnenreederei der Schweiz und verfügt über einen eigenen Schiffbaubetrieb. Sitz der Aktiengesellschaft ist Luzern. Ihr Ursprung lässt sich auf das Jahr 1836 zurückführen, als die erste Dampfschiffgesellschaft des Vierwaldstättersees gegründet wurde. 1870 fusionierte diese Gesellschaft mit später gegründeten Konkurrenzgesellschaften zum heutigen Unternehmen. Während der Transitverkehr von Personen und Waren zum Gotthardpass ursprünglicher Anlass der Gründung einer Dampfschiffgesellschaft war, gewann der touristische Verkehr auf dem See in den folgenden Jahrzehnten immer stärker an Bedeutung und stellt seit Eröffnung der Gotthardbahn 1882 den ganz überwiegenden Anteil. Die SGV betreibt heute eine Flotte von fünf historischen Raddampfern und 14 Motorschiffen und ist in das Tarifsystem des öffentlichen Personenverkehrs in der Schweiz eingebunden.
2018 wurde das Unternehmen neu als SGV Holding AG mit den drei Tochtergesellschaften SGV Schiff AG (Schifffahrt), Shiptec AG (Werft) und Tavolago AG (Gastronomie) strukturiert. Die Werft ist die grösste der Schweiz. Die Holding übernahm die ursprüngliche Gesellschaft, und die Tochter SGV Schiff AG wurde in Schifffahrtsgesellschaft des Vierwaldstättersees AG (SGV) umbenannt.

## Geschichte

### 19. Jahrhundert
Seit dem Spätmittelalter bestand in Luzern und Flüelen ein Transportwesen mit mehreren Schifffahrtsgesellschaften. Zu diesen zunftmässig organisierten Gesellschaften gehörten in Luzern seit 1357 die noch heute bestehende St.-Niklausen-Schiffgesellschaft sowie weitere Gesellschaften in Flüelen und Brunnen, denen später Konkurrenz durch die Urner Urinauengesellschaft und die Luzerner Pfisternauengesellschaft erwuchs. Der Verkehr auf der Route zum Gotthardpass erfolgte zwischen Luzern und Flüelen über den See.
Bereits seit 1829 hatten die Kantone Basel und Tessin gegenüber den Kantonen Luzern und Uri darauf gedrängt, auf dem Vierwaldstättersee ein Dampfschiff in Betrieb zu nehmen, um den Gotthardverkehr zu erleichtern. Am 17. Dezember 1835 bewilligte der Grosse Rat des Kantons Luzern die Gründung einer Aktiengesellschaft behufs Errichtung eines Dampfschiffes auf dem Vierwaldstättersee. Am 1. Januar 1836 legten Kasimir Friedrich Knörr (1808–1882) und Joseph Martin Ronca (1781–1871) einen Zeichnungsprospekt für ihre Gesellschaft auf. Das erste Dampfschiff, die Stadt Luzern, wurde bei Escher Wyss in Zürich bestellt und am 29. Juli 1837 in Luzern vom Stapel gelassen. Die Eröffnungsfahrt fand am 24. September 1837 statt. Der Verkehr entwickelte sich gut, trotz anfänglichen Widerständen durch den Kanton Uri, der seine Schifffahrtsgesellschaften vor der Konkurrenz durch das Dampfschiff schützen wollte. So erliess die Urner Regierung im Oktober 1837 ein Verbot, dem Dampfschiff in Flüelen Kaufmannswaren mitzugeben, wodurch sich ein langwieriger Konflikt entspann. 1843 beschaffte die Gesellschaft mit der St. Gotthard ein zweites Schiff, das für eine tägliche Postverbindung über den Gotthard benötigt wurde. Seit 1842 hatte die Gotthardpost mit der Einführung zehnplätziger Fünfspännerwagen für die Beförderung von Postsendungen und Reisenden, die ab Flüelen den Anschluss über den Gotthard nach Chiasso herstellten, einen bedeutenden Aufschwung genommen.
Im November 1846 gründete der Urner Landammann Karl Emanuel Müller eine konkurrierende Postdampfschiffgesellschaft (P.D.G.). Dies war im Sinne der Regierungen von Luzern und der Urkantone, die mit der Gesellschaft von Knörr unzufrieden waren, der seine Schiffe 1845 (Zeit des Sonderbunds) für eidgenössische Truppen- und Munitionstransporte zur Verfügung gestellt hatte. Auch wollte die neue Gesellschaft die Post zu günstigeren Bedingungen transportieren. Die beiden Dampfschiffe für diese Gesellschaft wurden bei Ditchburn & Mare in London bestellt, da Escher Wyss sich vertraglich verpflichtet hatte, keine Schiffe an Konkurrenzunternehmen der Knörrschen Gesellschaft zu liefern. Es handelte sich um die Waldstätter (1847) und die Rigi (1848). Letztere ist als Ausstellungsstück im Verkehrshaus der Schweiz erhalten geblieben.
Die beiden Gesellschaften traten in einen erbitterten Konkurrenzkampf, auch dauerte der bereits früher bestehende Streit um die Transportrechte auf dem See zwischen den Uferkantonen an. Der Kanton Uri war nicht gewillt, die Freiheit der Schifffahrt auf dem Vierwaldstättersee anzuerkennen. Anton Räber schreibt in Die Schiffahrt auf dem Vierwaldstättersee (1962), dass «wahre Jagden nach Passagieren und Wettrennen zwischen den Schiffen» stattfanden. Der Transportrechtestreit wurde 1849 beigelegt, als der Bund ein Gesetz erliess, das den freien Verkehr auf dem See garantierte. Die Konkurrenz setzte sich anfänglich fort, indem sich die beiden Gesellschaften preislich zu unterbieten suchten, jedoch konnten sie sich im Juli 1849 auf gemeinsame Tarife mit gemeinsamem Fahrplan einigen.

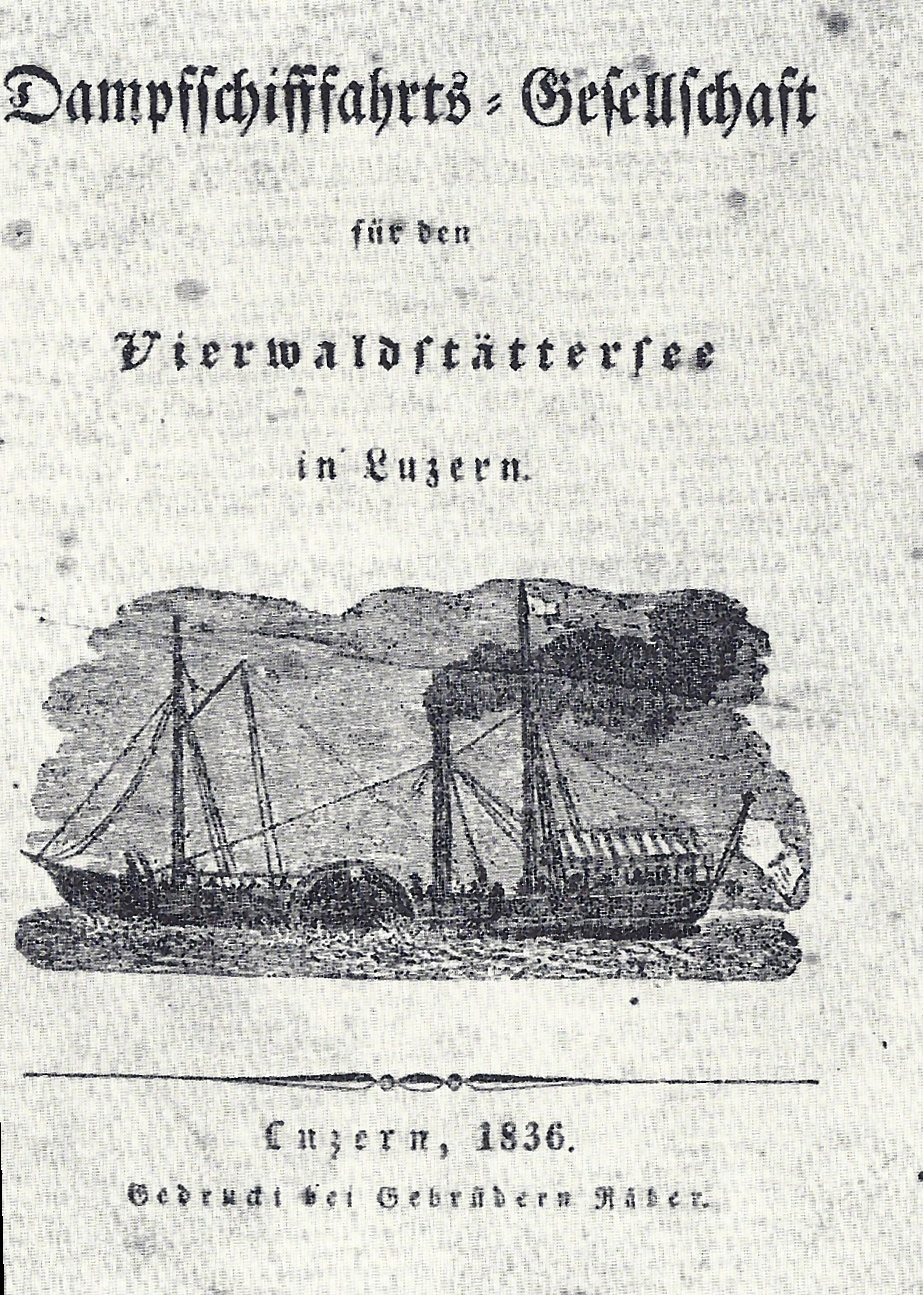
Erste Statuten der Gesellschaft, 1836
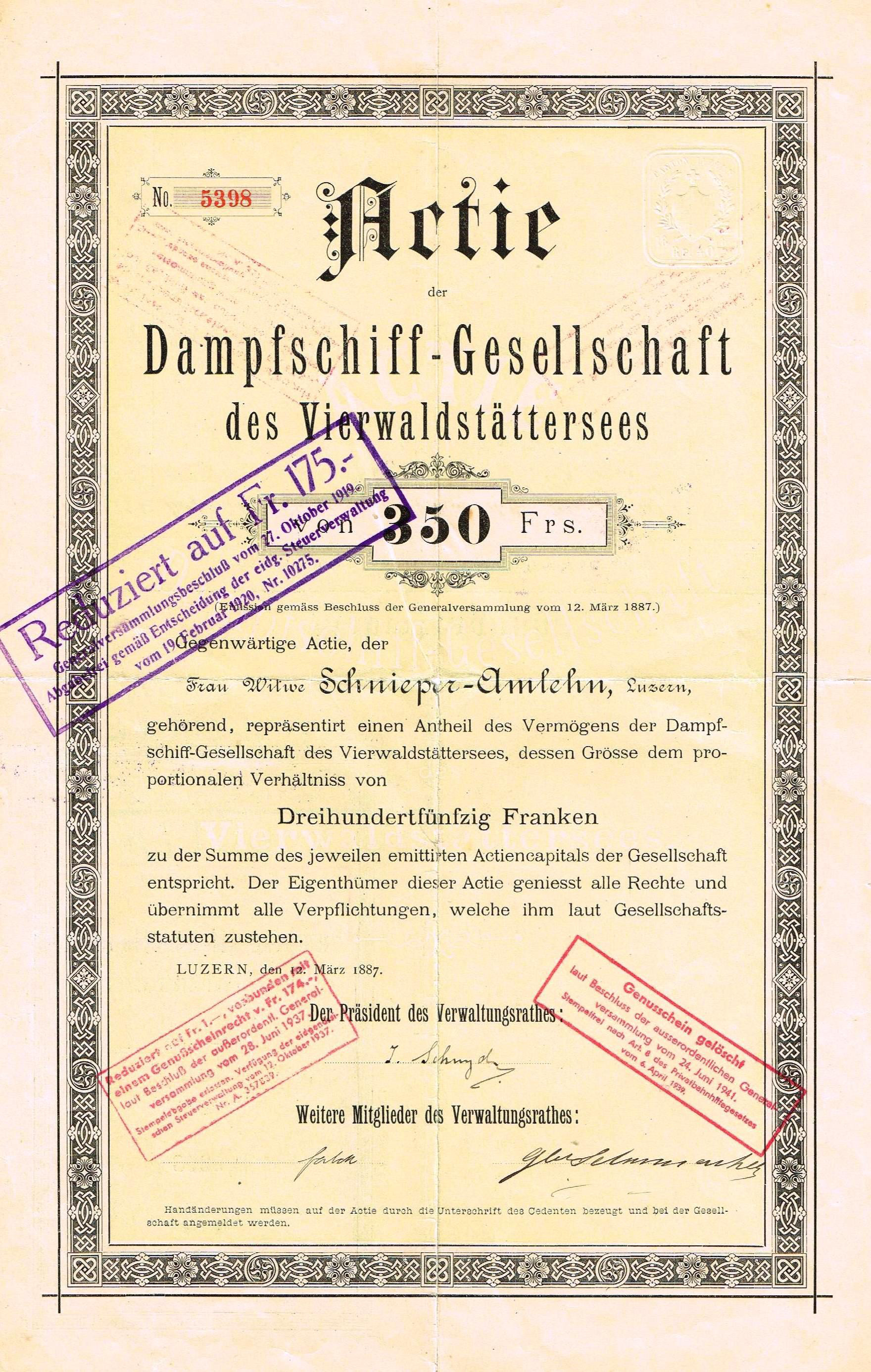
Namensaktie über 350 Franken der Dampfschiff-Gesellschaft des Vierwaldstättersees vom 12. März 1887
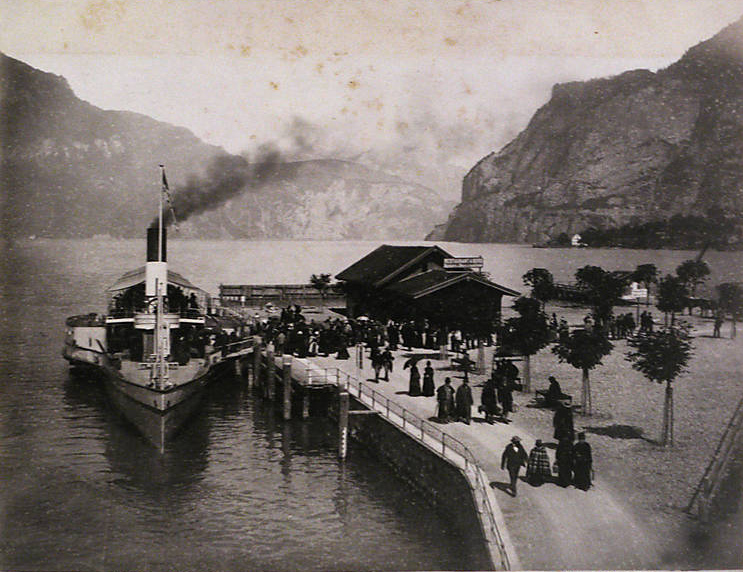
Eines der Schwesterschiffe Victoria und Schweiz um 1890 in Flüelen
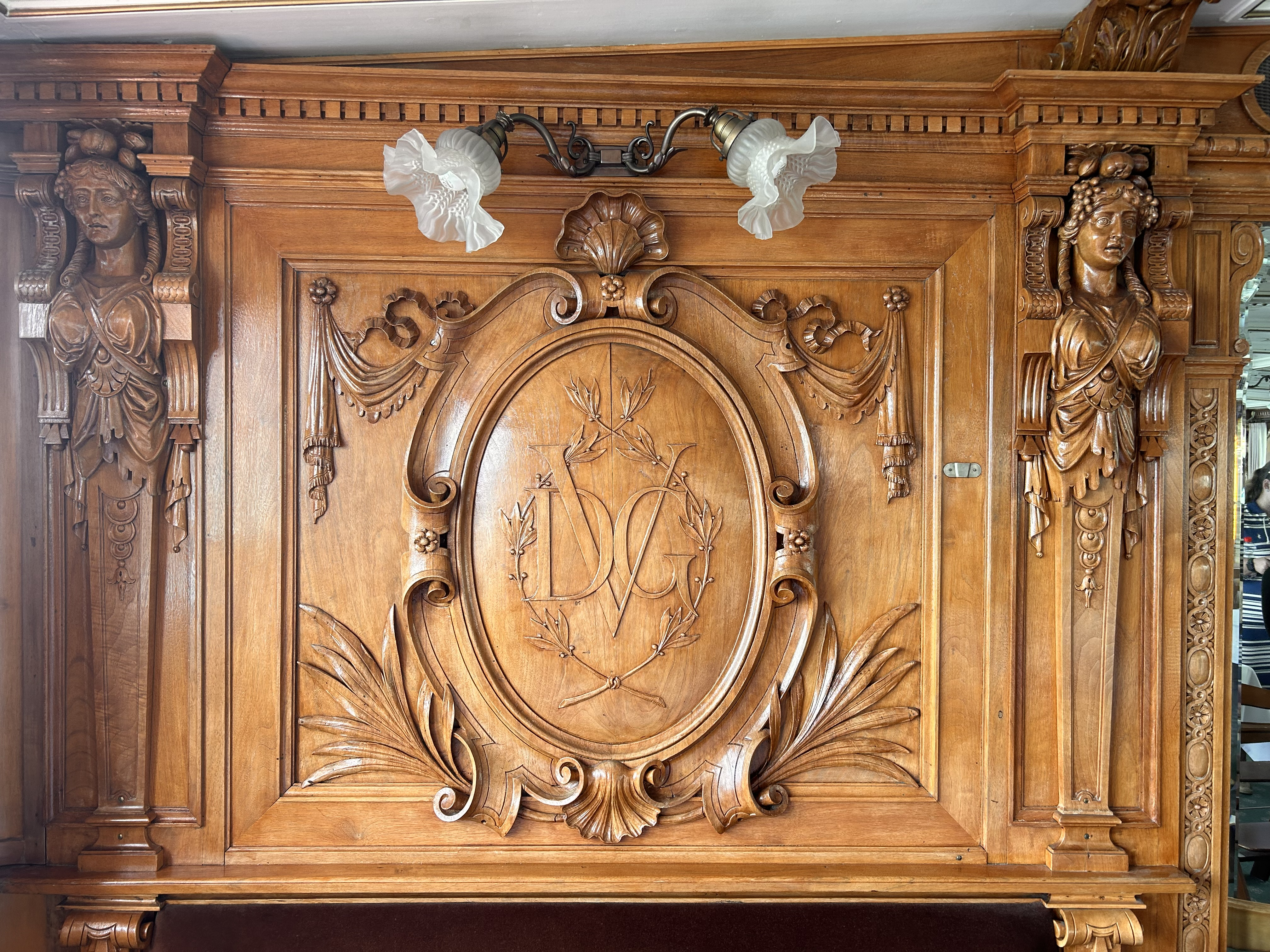
DGV:Zeichen der Dampfschifffahrts-gesellschaft Vierwaldstättersee auf der Uri, 1901

Die Knörrsche Gesellschaft und die Postdampfschiffgesellschaft fusionierten mit Wirkung zum 1. Januar 1870 zur Vereinigten Dampfschifffahrt-Gesellschaft auf dem Vierwaldstättersee (VDGV), zur Stärkung ihrer Position gegenüber weiteren Gesellschaften, die inzwischen gegründet worden waren. Durch einen Vertrag vom 6. Juli 1870 fusionierte diese Gesellschaft schliesslich mit der erst 1869 gegründeten Dampfschiffgesellschaft Luzern, welche ihrerseits zuvor bereits mit der Dampfschiffgesellschaft des Küssnachtersees zusammengelegt worden war. Die Dampfschiffgesellschaft Luzern brachte unter anderem zwei grosse Raddampfer, die Schweiz (1870) (später Schwyz) und die Victoria (1870), in die VDGV ein. Dadurch war nun die gesamte Dampfschifffahrt des Vierwaldstättersees in einem Unternehmen vereinigt.
Kasimir Friedrich Knörr jedoch, obwohl immer noch im Verwaltungsrat der VDGV, gründete 1871 mit der Salondampfschiffahrtsgesellschaft des Vierwaldstättersees eine neue Konkurrenzgesellschaft mit Sitz in Gersau. Er bestellte bei Escher Wyss die ersten Salondampfer der Schweiz, die Germania und die Italia. Schliesslich gelang es der VDGV jedoch, diese beiden Schiffe zu erwerben. Die neue Gesellschaft wurde aufgelöst, und Knörr verpflichtete sich, keine Dampfschiffgesellschaft auf dem Vierwaldstättersee mehr zu gründen.
Ab 1870 diente die Personenschifffahrt auf dem Vierwaldstättersee neben touristischen Zwecken und dem Lokalverkehr weiterhin den Transitreisenden über den Gotthard und dem Gepäcktransport, wobei der Tourismus im Gebiet des Vierwaldstättersees bereits die grössere Bedeutung hatte. Während der Bauzeit der Gotthardbahn bildeten der Materialtransport und der Arbeiterverkehr eine weitere Stütze der Schifffahrt. Im Lokalverkehr war besonders der Viehtransport von Bedeutung.

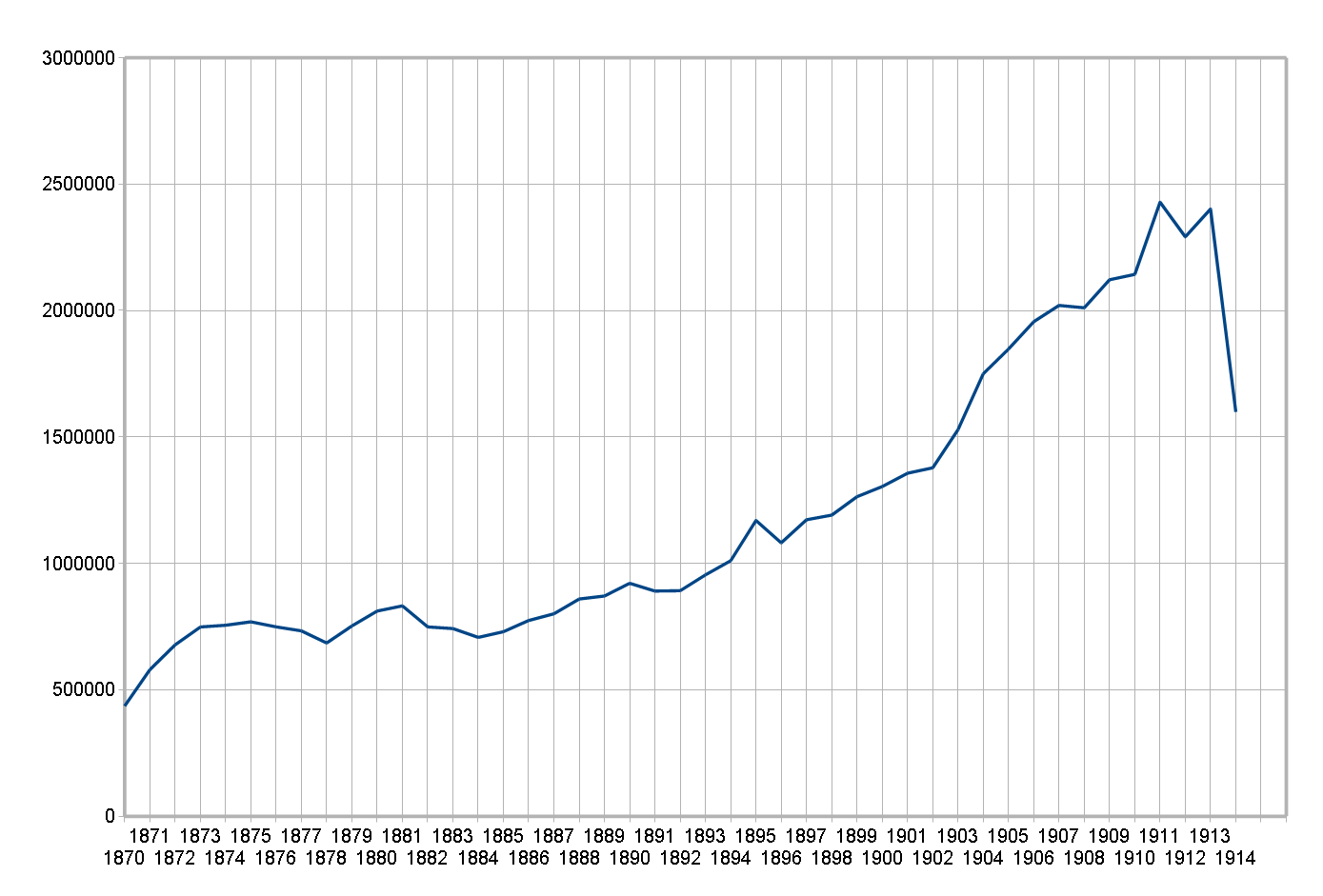
Passagierzahlen VDGV / DGV 1870–1914

Nachdem die Gotthardbahn 1882 eröffnet worden war, konzentrierte sich die Schifffahrt hauptsächlich auf den touristischen Saisonverkehr in den Sommermonaten. Durch den entfallenen Transitverkehr gingen die Passagierzahlen anfänglich zurück (von 832'064 Personen im Jahr 1881 auf 748'825 im Jahr 1882), um erst 1888 mit 859'139 beförderten Personen die Zahl von 1881 zu übertreffen und schliesslich 1894 erstmals mehr als eine Million zu erreichen. Dies geschah infolge des zunehmenden Ausbaus der Eisenbahnlinien um den Vierwaldstättersee und der Eröffnung touristischer Bergbahnen wie der Bürgenstock-Bahn (1888) und der Pilatusbahn (1889). Für diese Bahnen dienten die Schiffe der VDGV als Zubringer. Bis zum Ausbruch des Ersten Weltkriegs stieg die Zahl der beförderten Passagiere meist stetig an, mit nur wenigen leichten Rückgängen in einzelnen Jahren. 1913 verfügte die Gesellschaft, die seit dem Jahr 1885 Dampfschiff-Gesellschaft des Vierwaldstättersees (DGV) hiess, über 13 Salondampfer, je vier Halbsalondampfer und Glattdeckdampfer sowie sechs Motorboote. Von 1891 bis 1920 betrieb die DGV zudem einen Trajektverkehr mit den als Schraubendampfern konstruierten Eisenbahnfährschiffen DGV 1 und DGV 2.

### 20. und 21. Jahrhundert
Mit dem Kriegsausbruch 1914 blieben die Touristen aus. Nur etwa 20 % der touristischen Passagiere in der Vorkriegszeit kamen aus der Schweiz; genauere Angaben zu den Nationalitäten der Reisenden sind den Statistiken dieser Zeit nicht zu entnehmen. Der Fahrplan musste stark reduziert werden; und es folgte eine Periode der Betriebsdefizite, die bis 1920 währte. Ab 1921, nach einer Sanierungsaktion, konnte das Unternehmen wieder Betriebsüberschüsse vorweisen und den Fahrplan Jahr für Jahr ausbauen. Die Attraktivität der Angebote wurde unter anderem durch billigere Gruppentarife und Ermässigungen für die Früh- und Mittagsschiffe an Sonn- und Feiertagen erhöht.

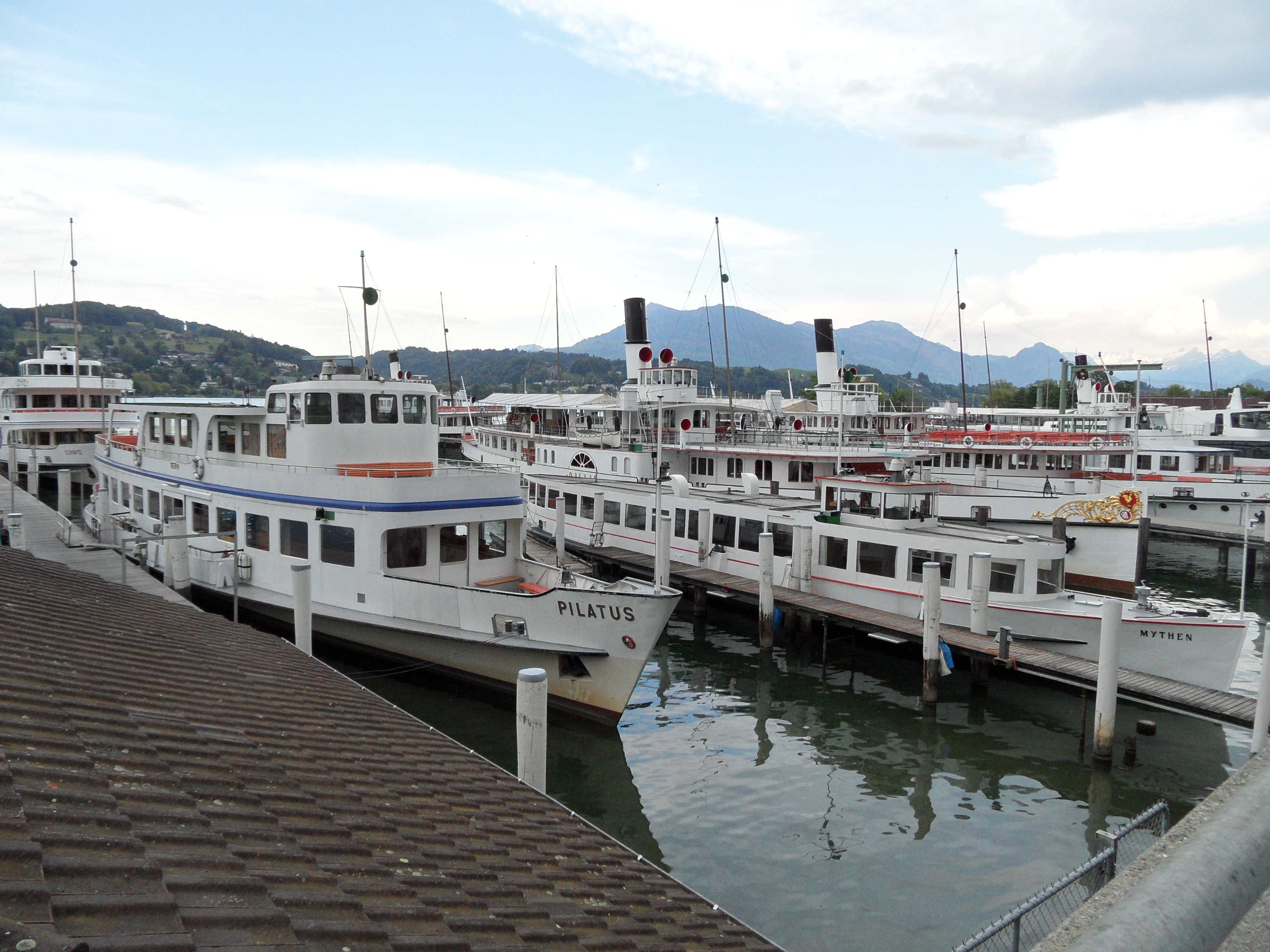
Die 2011 abgewrackte Pilatus von 1966 und die 2021 abgewrackte Mythen von 1931 in Luzern (Foto 2011)

1931 baute die DGV mit dem Motorschiff Mythen erstmals ein Schiff in ihrer eigenen Werft. Es handelt sich dabei um das erste Schiff der Welt mit Leichtmetallaufbauten. In der Werft der DGV, der späteren SGV, wurden seither bis 2009 neun weitere Motorschiffe gebaut, vier von anderen Werften vorgefertigte Schiffe fertiggestellt und die fünf Schaufelraddampfer restauriert. Seit Ende 2008 tritt die Werft unter dem Namen Shiptec Lucerne auf.
Auch der Zweite Weltkrieg brachte einen Rückgang der Passagierzahlen, wenn auch weniger drastisch als während des Ersten Weltkriegs. Wurden 1938 noch 2,1 Mio. Passagiere befördert, waren es 1944 noch 1,9 Mio. Die Passagierzahlen entwickelten sich in der Folge erneut positiv, wobei sie nach einem Maximum von 2,7 Mio. Passagieren im Jahre 1962 durch die Eröffnung der durchgehenden Luzern-Stans-Engelberg-Bahn am 19. Dezember 1964 wieder etwas zurückgingen. Bahnreisende nach Engelberg müssen seitdem zwischen Luzern und Stansstad nicht mehr das Schiff benutzen.
1960 wurde das Unternehmen in «Schiffahrtsgesellschaft des Vierwaldstättersees» (SGV) umbenannt. Diese Umbenennung stand im Zeichen einer Abkehr von den Dampfschiffen, die nach und nach durch Dieselmotorschiffe ersetzt werden sollten. Gemäss der Festschrift der SGV zu ihrem hundertjährigen Bestehen 1970 sollten nach Abschluss ihrer Flottenerneuerung von den damals noch sechs Dampfern nur das Flaggschiff Stadt Luzern von 1928 und die Gallia von 1913 «als Zeugen vergangener Dampfschiff-Romantik auch künftigen Generationen erhalten bleiben». Als jedoch 1970 der Raddampfer Wilhelm Tell, der heute als ortsfestes Restaurant in Luzern dient, ausser Dienst gestellt wurde, setzte ein öffentlicher Druck für die Erhaltung der Dampfer ein. Dieser verstärkte sich, als Mitte der 1970er Jahre auch die Unterwalden durch ein Motorschiff ersetzt werden sollte. 1972 wurde die Vereinigung Dampferfreunde Vierwaldstättersee gegründet, die sich seither erfolgreich für die Vierwaldstätterseedampfer einsetzt. Mit ihrer finanziellen Unterstützung konnten alle fünf verbleibenden Raddampfer restauriert werden. Die Dampfer stehen im planmässigen Kurseinsatz.
1991, als anlässlich der Jubiläumsfeierlichkeiten 700 Jahre Eidgenossenschaft besonders viele Personen das Gebiet des Vierwaldstättersees bereisten, beförderte die SGV 3'328'249 Passagiere. Im Jahr 2012 waren es 2'489'625 Passagiere.
Heute ist die SGV neben der Autofähre Beckenried–Gersau das einzige Unternehmen im öffentlichen Verkehr auf dem Vierwaldstättersee. Im Geschäft mit Rund- und Gesellschaftsfahrten stehen kleinere Gesellschaften mit ihr in Konkurrenz, so in Luzern besonders die St.-Niklausen-Schiffgesellschaft (SNG) mit sechs Schiffen und einem Wassertaxi sowie die Charles Bucher Seefahrten AG mit fünf mittelgrossen Schiffen, einem Boot für 6–8 Personen und einem Boot (Fahrschulschiff) für 7 Personen. In ihrer Shiptec-Werft führt die SGV neben dem Bau eigener Schiffe und der Wartung ihrer Flotte auch Aufträge für Dritte aus. Dazu gehörten 2005/06 der Neubau eines Passagierschiffs für den Greifensee sowie 2006 die Restaurierung der St. Urs, des ältesten fahrtüchtigen Dampfboots der Schweiz. Zudem führte die Werft ab 2011 die Generalrevision des seit 1969 stillgelegten Raddampfers Neuchâtel durch, der seit 2014 wieder im Drei-Seen-Land eingesetzt wird. Auf den 1. Januar 2013 wurde die Werft als Tochtergesellschaft Shiptec AG verselbständigt.
Eine Umstrukturierung fand 2018 durch die Einführung einer Holdingstruktur als SGV Holding AG mit den drei Tochtergesellschaften SGV Schiff AG (Schifffahrt, neu gegründet), Shiptec AG (Werft, Gesellschaft 2012 gegründet) und Tavolago AG (Gastronomie, Gesellschaft 1997 gegründet) statt. Eine weitere Tochtergesellschaft, die SGV Express AG, wurde eigens für das neue Shuttleschiff Bürgenstock gegründet (2017). Die SGV Express AG beschäftigt keine eigenen Mitarbeiter und hat die SGV AG mit dem Schiffsbetrieb beauftragt.
2020 hat die COVID-19-Pandemie den Geschäftsverlauf stark belastet. Der Umsatz ging von 86,11 Mio. CHF 2019 auf noch 48,99 Mio. CHF im Jahre 2020 zurück, und nach Abschreibungen von 8,0 Mio. CHF resultierte ein operativer Verlust (EBIT) von 12,0 Mio. CHF. Der Personalbestand ging von 461 VZÄ, die sich auf 676 Köpfe verteilten (2019), auf 403 VZÄ bei 546 Köpfen zurück. Nicht von der Krise betroffen war einzig die Schiffbau-Tochtergesellschaft Shiptec AG, die einen Vertrag mit der Compagnie Générale de Navigation sur le Lac Léman über den Bau von zwei neuen Personenschiffen unterzeichnen konnte und ein Rekordergebnis schrieb.

## Flotte

### Aktuelle Flotte
Die aktuelle Flotte besteht aus insgesamt 19 Schiffen, 5 Seitenraddampfern und 14 Salon-Motorschiffen, die 32 Stationen am See bedienen. Die meisten Schiffe sind nach Ortschaften, Bergen oder anderen geographischen Objekten um den Vierwaldstättersee benannt, beispielsweise nach dem Ort Brunnen oder der Bergwiese Rütli. Mit Stand 2015 hatte die Flotte eine Kapazität von insgesamt 11'140 Passagieren; eine Erweiterung ergab sich 2017 durch die Inbetriebnahme des Motorschiffs Diamant (Kapazität 1'100 Passagiere) bei gleichzeitiger Ausserbetriebnahme des Motorschiffs Rigi mit einer Kapazität von 600 Passagieren. Seit Februar 2017 war ein Schiff im Bau, das im Mai 2018 in Betrieb genommen wurde und seither als Bürgenstock die stündliche Verbindung zwischen Luzern und Kehrsiten-Bürgenstock befährt. Es hat eine Kapazität von 300 Personen.
| Name         | Typ         | Jahr | Pass. | Werft                                  | PS                         | Max. km/h | Anmerkungen | Bild |
| ------------ | ----------- | ---- | ----- | -------------------------------------- | -------------------------- | --------- | --- | ---- |
| Uri          | Raddampfer  | 1901 | 800   | Gebrüder Sulzer                        | 650                        | 27,4      | Ältester im Einsatz stehender Raddampfer der Schweiz, Kulturgut von nationaler Bedeutung                                                                                          | 2008 |
| Unterwalden  | Raddampfer  | 1902 | 700   | Escher Wyss                            | 650                        | 28        | Kamin und Steuerhaus versenkbar, Kulturgut von nationaler Bedeutung, vom Kanton Luzern als gesamtes Schiff unter Denkmalschutz gestellt                                           | 2011 |
| Schiller     | Raddampfer  | 1906 | 900   | Gebrüder Sulzer                        | 700                        | 28        | Denkmalgeschützter Salon in geometrischem Jugendstil, Kulturgut von nationaler Bedeutung                                                                                          | 2002 |
| Gallia       | Raddampfer  | 1913 | 900   | Escher Wyss                            | 1100                       | 31,5      | Schnellster Raddampfer auf europäischen Binnenseen, Kulturgut von nationaler Bedeutung                                                                                            | 2010 |
| Stadt Luzern | Raddampfer  | 1928 | 1200  | Gebrüder Sachsenberg                   | 1600 (auf 1300 gedrosselt) | 29,8      | Flaggschiff der SGV, letztes für einen Schweizer See gebautes Dampfschiff, Kulturgut von nationaler Bedeutung, vom Kanton Luzern als gesamtes Schiff unter Denkmalschutz gestellt | 2011 |
| Rütli        | Motorschiff | 1929 | 140   | Gebrüder Sachsenberg                   | 220                        | 21        | Schiffsschale Teil der Konventionalstrafe für die mit Mängeln gelieferte Stadt Luzern                                                                                             | 2016 |
| Titlis       | Motorschiff | 1951 | 300   | Werft SGV                              | 480                        | 29        | Erhielt 2001 vollständig neue Aufbauten, Fahne von Obwalden als Bugflagge | 2014 |
| Schwyz       | Motorschiff | 1959 | 1000  | Werft SGV                              | 900                        | 27,5      | Verfügte bis Ende 2012 noch über die langsam laufenden Original-Dieselmotoren von Sulzer                                                                                          | 2010 |
| Winkelried   | Motorschiff | 1963 | 700   | Werft SGV                              | 1200                       | 29        | Schwesterschiff der Schwyz mit niedrigeren Aufbauten | 2011 |
| Gotthard     | Motorschiff | 1970 | 700   | Werft SGV                              | 1200                       | 28,5      | Bugzier ist die Plastik «Föhn» von Hans Erni | 2014 |
| Europa       | Motorschiff | 1976 | 1000  | Werft SGV                              | 1200                       | 28        | Sollte ursprünglich die Unterwalden ersetzen, 1993 abgebrannt, danach wieder aufgebaut                                                                                            | 2006 |
| Weggis       | Motorschiff | 1990 | 400   | Deggendorfer Werft                     | 708                        | 26        | Erstes der drei typgleichen Panoramaschiffe Weggis, Brunnen und Flüelen | 2014 |
| Brunnen      | Motorschiff | 1991 | 400   | Deggendorfer Werft                     | 708                        | 27,1      | | 2004 |
| Flüelen      | Motorschiff | 1991 | 400   | Deggendorfer Werft                     | 708                        | 27,3      | Künstlerische Ausstattung durch Toni Walker aus Flüelen | 2011 |
| Waldstätter  | Motorschiff | 1998 | 700   | Werft SGV und Meidericher Schiffswerft | 1200                       | 31,2      | | 2012 |
| Cirrus       | Motorschiff | 2009 | 300   | Werft SGV (Shiptec)                    | 986                        | 31        | Katamaran | 2013 |
| Saphir       | Motorschiff | 2012 | 300   | Werft SGV (Shiptec)                    | 625                        | 28        | Yacht-artige Gestaltung, für Rundfahrten eingesetzt | 2012 |
| Diamant      | Motorschiff | 2017 | 1100  | Werft SGV (Shiptec)                    | 1170                       | 30        | Yacht-artige Gestaltung, als Kursschiff und für Rundfahrten eingesetzt | 2017 |
| Bürgenstock  | Motorschiff | 2018 | 300   | Werft SGV (Shiptec)                    |                            | 35        | Katamaran mit S-Bahn-Bestuhlung als Shuttleschiff Luzern – Kehrsiten-Bürgenstock (Zubringer zur Bürgenstock-Bahn); Hybridantrieb (dieselelektrisch mit Akkumulatoren)             | 2018 |

### Entwicklung

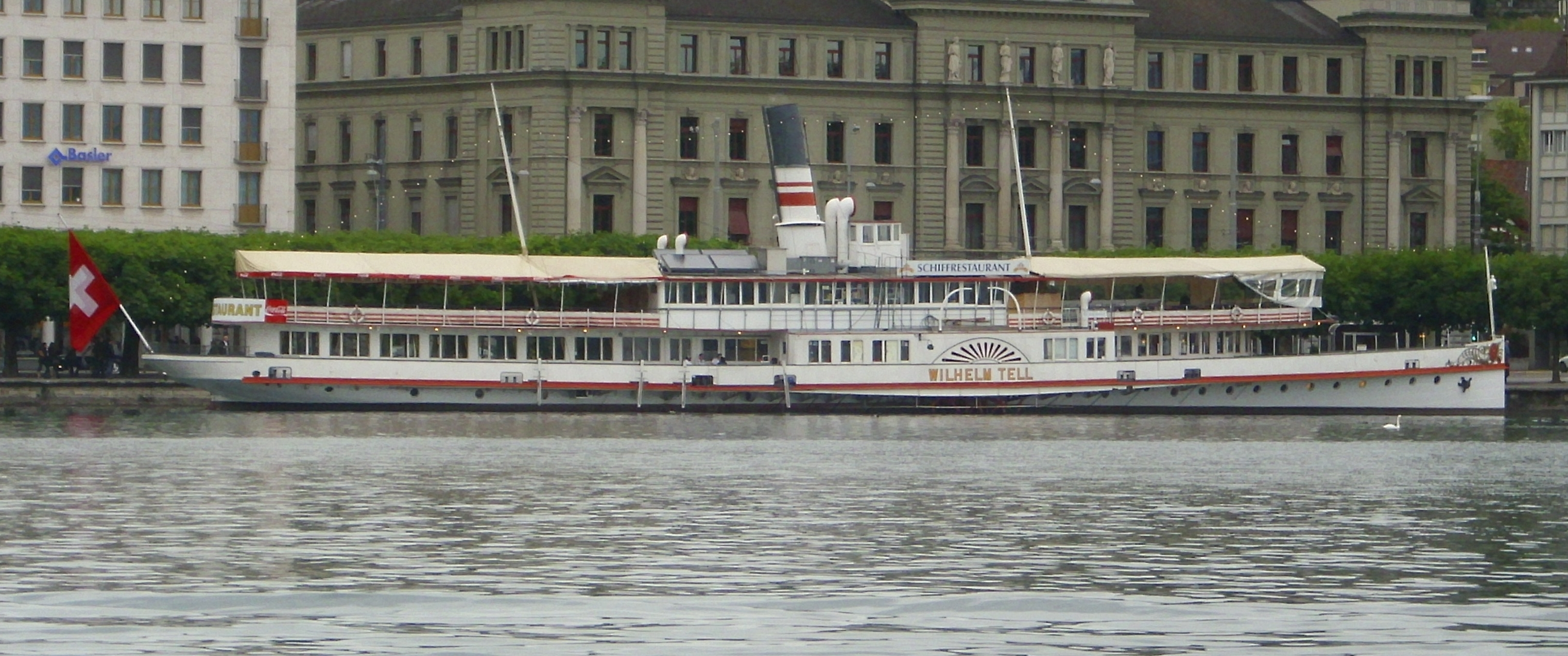
Die Wilhelm Tell als Restaurantschiff

Trajekt-Schraubendampfer DGV 1 beladen mit Armeepferden (zwischen 1914 und 1918)

Neben den fünf noch aktiven Raddampfern verfügten die SGV bzw. ihre Vorgängergesellschaften im Laufe der Zeit über 22 weitere Dampfer, die inzwischen ausgemustert wurden. Die Dampfschiffe der ersten Jahrzehnte waren als sogenannte Glattdeck- oder Eindeck-Dampfer gebaut, zuletzt die Helvetia (1870). Diese Schiffe verfügten ausser den Radkästen über keine Aufbauten. Ab den 1870er Jahren kamen Salondampfer auf, die sich durch Aufbauten auszeichnen, die über einen grossen Teil der Schiffslänge gehen. Zugleich wurden mehrere Glattdecker zu sogenannten Halbsalondampfern umgebaut, bei denen auf dem Achterdeck ein Salon für die erste Klasse errichtet wurde.
Die Schale des allerersten Dampfschiffs, der Stadt Luzern der Knörrschen Gesellschaft, blieb bis 2005 als Dienstboot erhalten, zuerst als Kohletransportschiff, dann als Bilgenwasser-Entleerungsboot mit dem Kurznamen Biebo. Die Schale des zweiten Schiffs, der St. Gotthard, ist noch in einem Rammschiff für das Setzen von Stationspfählen erhalten. Die Rigi der Postdampfschiffgesellschaft befindet sich im Verkehrshaus der Schweiz, ist dort als ältestes erhaltenes motorisiertes Verkehrsmittel der Schweiz ausgestellt und wurde seit 2007 umfassend restauriert. Auch das Dampfschiff Rhein, welches ursprünglich unter dem Namen Ben Johnson auf der Themse verkehrte, fand weitere Verwendung, indem seine Schale für den Bau des Motorschiffs Waldstätter benutzt wurde. Dieses schied erst 1995 aus dem Dienst aus und wurde im Jahr 2001 abgewrackt. Erhalten ist ausserdem die Wilhelm Tell, die heute als Restaurant in Luzern dient. Die anderen Dampfer wurden abgewrackt, wobei gewisse Teile erhalten geblieben sind, so die Dampfmaschine der Pilatus (1895) im Verkehrshaus. Nichts erhalten geblieben ist hingegen von der luxuriösen zweiten Stadt Luzern, die aufgrund ihres unwirtschaftlichen Betriebs nur wenig eingesetzt wurde. Der Trajekt-Schraubendampfer DGV 1 wurde einige Jahre nach Einstellung des Trajektverkehrs 1920 nach Deutschland verkauft. Das andere Trajektschiff DGV 2 blieb zunächst im Besitz der DGV, wurde gelegentlich für Schwertransporte verwendet und schliesslich an die Seekag Seeverlad + Kieshandels AG verkauft, wo das Schiff nach einem Umbau zum Kiestransportschiff 1963/64 den Namen Luzern erhielt.
Von den Motorschiff-Eigenkonstruktionen der SGV wurden seit 1949 neben der Waldstätter auch die Pilatus (1966) ausgemustert, die bis 2010 in Dienst stand und 2011 an einen privaten Käufer gehen sollte, der sie nach Venedig überführen und zu einem Wohnboot umbauen wollte. Im Juli 2011 wurde jedoch bekannt, dass der Verkauf gescheitert sei. Daraufhin wurde beschlossen, die Pilatus abzuwracken; dazu wurde das Schiff am 2. September 2011 nach Rotzloch überführt.
2012 wurde ein neues, von der Shiptec-Werft der SGV erbautes Motorschiff mit einer Kapazität von 300 Personen in Betrieb genommen. Die im Design an eine Motoryacht angelehnte Saphir hat die Reuss von 1926 ersetzt. Die Reuss wurde am 7. Oktober 2012 zum letzten Mal für Kursfahrten eingesetzt. Sie wurde Anfang 2014 an den ägyptischen Unternehmer Samih Sawiris verkauft, der sie von der Shiptec-Werft renovieren und für seinen Privatgebrauch auf dem Vierwaldstättersee umrüsten lässt.
Der umgebaute Nauen Rütenen, ein für Gruppenfahrten genutztes ehemaliges Güterschiff (Baujahr 1926, Umbauten 1930 und 1985), wurde Ende 2014 ausser Betrieb genommen, da ein weiterer Einsatz aufgrund neuer Vorschriften für den Einsatz von Güterschiffen für den Personentransport hohe Investitionen nach sich gezogen hätte. Die SGV verkaufte die Rütenen zum symbolischen Preis von einem Franken an die Tochtergesellschaft Shiptec, die sie als Arbeitsschiff nutzen wird.
Das 1955 gebaute Motorschiff Rigi mit einer Kapazität von 600 Passagieren wurde 2017 durch einen Neubau ersetzt: Die Diamant entstand seit 2014 in der Luzerner Werft und kann 1100 Passagiere aufnehmen. Die Rigi verkehrte am 31. Dezember 2016 zum letzten Mal nach Fahrplan und wurde inzwischen abgewrackt.
Am 11. Februar 2020 wurde die Ausmusterung des historischen Motorschiffes Mythen (1931) zum Dezember 2020 bekanntgegeben. Im September 2021 setzte die SGV ihre Ankündigung
 um, das Schiff, welches als seltener Zeitzeuge im Bauhaus-Stil galt, abzuwracken, wenn kein nachvollziehbares Konzept für eine Nutzung vorgelegt werde. Die Verschrottung erfolgte in Flüelen.

### Ehemalige Flotte (Auswahl)
| Name         | Typ                      | Jahr        | Pass. | Werft                  | PS                 | Max. km/h | Bis                                    | Anmerkungen                                                  | Bild                       |
| ------------ | ------------------------ | ----------- | ----- | ---------------------- | ------------------ | --------- | -------------------------------------- | ------------------------------------------------------------ | -------------------------- |
| DGV 1        | Trajekt-Schraubendampfer |             |       |                        |                    |           | 1920 verkauft                          |                                                              | 1914 oder später, vor 1918 |
| DGV 2        |                          |             |       |                        |                    |           | verkauft                               |                                                              |                            |
| Germania     | Dampfschiff              | 1872        | 750   |                        | 110                |           | 1949 ausgemustert, 1952 abgewrackt     |                                                              | 1910                       |
| Helvetia     | Glattdeckdampfer         | 1870        |       |                        |                    |           |                                        |                                                              |                            |
| Italia       | Dampfschiff              | 1872        | 770   |                        | 110                |           | 1963                                   |                                                              | 1962                       |
| Mythen       | Motorschiff              | 1931        |       |                        |                    |           | 2021 ausgemustert, abgewrackt          |                                                              | 2016                       |
| Pilatus      | Raddampfer               | 1895        | 550   | Gebrüder Sulzer        |                    |           | 1966 ausgemustert, 1978 abgewrackt     | Maschinenanlage und Teile des Decksalons im Verkehrshaus     | 1910                       |
| Pilatus      | Motorschiff              | 1966        |       |                        |                    |           | 2010 ausgemustert, 2011 abgewrackt     |                                                              | 2011                       |
| Reuss        |                          | 1926        |       |                        |                    |           | 2012 letzte Kursfahrt, 2014 verkauft   |                                                              | 2012                       |
| Rhein        |                          |             |       |                        |                    |           |                                        | ex Ben Johnson, Schale für Motorschiff Waldstätter verwendet |                            |
| Rigi         | Dampfschiff              | 1848        |       |                        |                    |           |                                        | im Verkehrshaus                                              | BW                         |
| Rigi         | Motorschiff              | 1955        | 600   | Werft DGV              | 568, 900 (ab 1995) | 29        | 2016 letzte Kursfahrt, 2018 abgewrackt |                                                              | 2015                       |
| Rütenen      | Nauen                    | 1926        |       |                        |                    |           | 2014 ausser Betrieb                    |                                                              |                            |
| Stadt Basel  | Raddampfer               | 1859        | 350   | Escher Wyss            | 216                |           | 1916 ausgemustert, 1925 abgewrackt     |                                                              | 1893                       |
| St. Gotthard |                          |             |       |                        |                    |           |                                        |                                                              |                            |
| Stadt Luzern | Raddampfer               | 1887        | 1100  | Escher Wyss            |                    |           | 1917, 1925 abgewrackt                  | (2. des Namens)                                              | 1893                       |
| Stadt Luzern |                          |             |       | Knörrsche Gesellschaft |                    |           |                                        | Schale bis 2005 als Dienstboot verwendet                     |                            |
| Waldstätter  |                          | 1949        |       |                        |                    |           | 2001 abgewrackt                        | Schale von Rhein                                             | 1985                       |
| Wilhelm Tell |                          | 1907        | 1000  | Gebrüder Sulzer        | 700                | 27        | 1970                                   | Restaurantschiff in Luzern                                   | 1967                       |
| Winkelried   | Dampfschiff              | 1898 (1876) |       |                        |                    |           | 1961 abgewrackt                        | ab 1898 auf Vierwaldstättersee, ex-Helvetia auf Zugersee     | 1929                       |
| …            |                          |             |       |                        |                    |           |                                        |                                                              |                            |

### Flottengrösse
Nachstehende Tabelle zeigt Flottenstände anhand von Jahren, die Wendepunkte für die Entwicklung der Flotte darstellen:
| Jahr | Ereignis                                            | Glattdeckdampfer | Halbsalondampfer | Salondampfer | Motorschiffe |
| ---- | --------------------------------------------------- | ---------------- | ---------------- | ------------ | ------------ |
| 1870 | Vereinigung der Vierwaldstättersee-Dampfschifffahrt | 13 a             | –                | –            | –            |
| 1881 | letztes Jahr vor Eröffnung der Gotthardbahn         | 9 b              | 3                | 2            | –            |
| 1913 | vor Ausbruch des Ersten Weltkrieges                 | 4 b              | 4                | 13           | 6 c          |
| 1970 | 100. Jubiläum der SGV Ausmusterung der Wilhelm Tell | (1) d            | –                | 6            | 11 (+1) e    |
| 2012 |                                                     | –                | –                | 5            | 16 (+1) d    |
| 2023 |                                                     | –                | –                | 5            | 14 (+1) d    |

## Stationen und Fahrplan

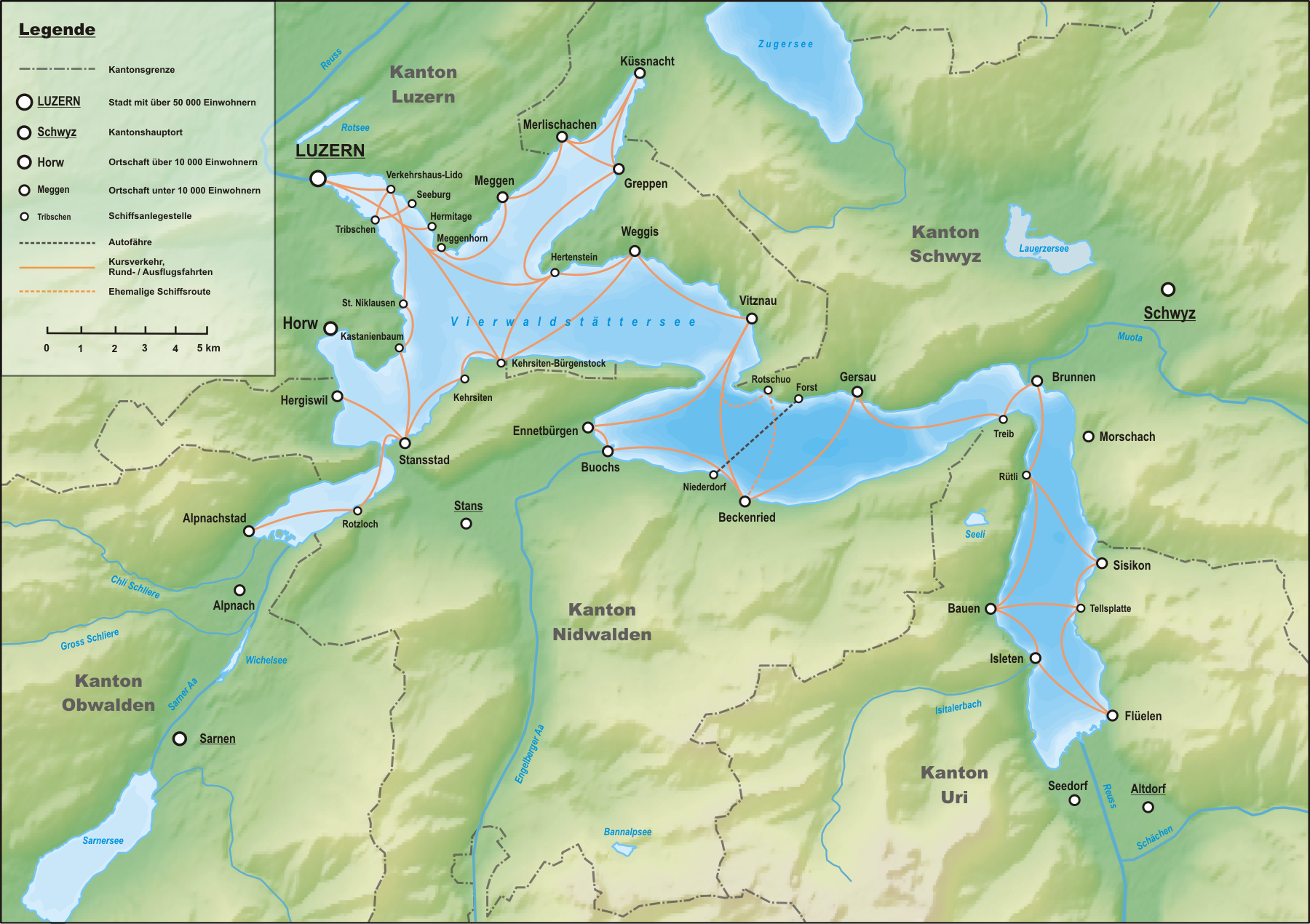
Vierwaldstättersee mit den Schiffslinien

Die SGV fährt fahrplanmässig 32 Schiffsstationen am Ufer des Sees an. Auf der Linie Luzern–Flüelen besteht der stündliche Taktfahrplan sowie auf der Linie Luzern–Küssnacht alle 2 Stunden. Die Linie nach Alpnachstad ist nicht getaktet, aber die Linien sind an einigen Stationen so miteinander verknüpft, dass sich viele Destinationen durch Umsteigen erreichen lassen. Daneben können mit kleineren Schiffen bei Extrafahrten auch andere Orte am See bedient werden. Die Kurse sind mit anderen Angeboten des öffentlichen Verkehrs verknüpft. Die Schiffsstationen in Luzern und Flüelen befinden sich direkt beim jeweiligen Bahnhof. Mehrere Schiffsstationen vermitteln Anschlüsse auf Bergbahnen, so auf die Vitznau-Rigi-Bahn in Vitznau, die Pilatusbahn in Alpnachstad oder auf die Standseilbahn von Treib nach Seelisberg. An einigen Stationen bestehen Anschlüsse mit Postautos (so in Beckenried) oder lokalen Busunternehmen.
Folgende Linien verkehren:
- Luzern–Brunnen–Flüelen
- Luzern–Stansstad–Alpnachstad
- Luzern–Küssnacht
- Luzern–Kehrsiten-Bürgenstock
- Luzerner Seebucht (bis Meggenhorn)

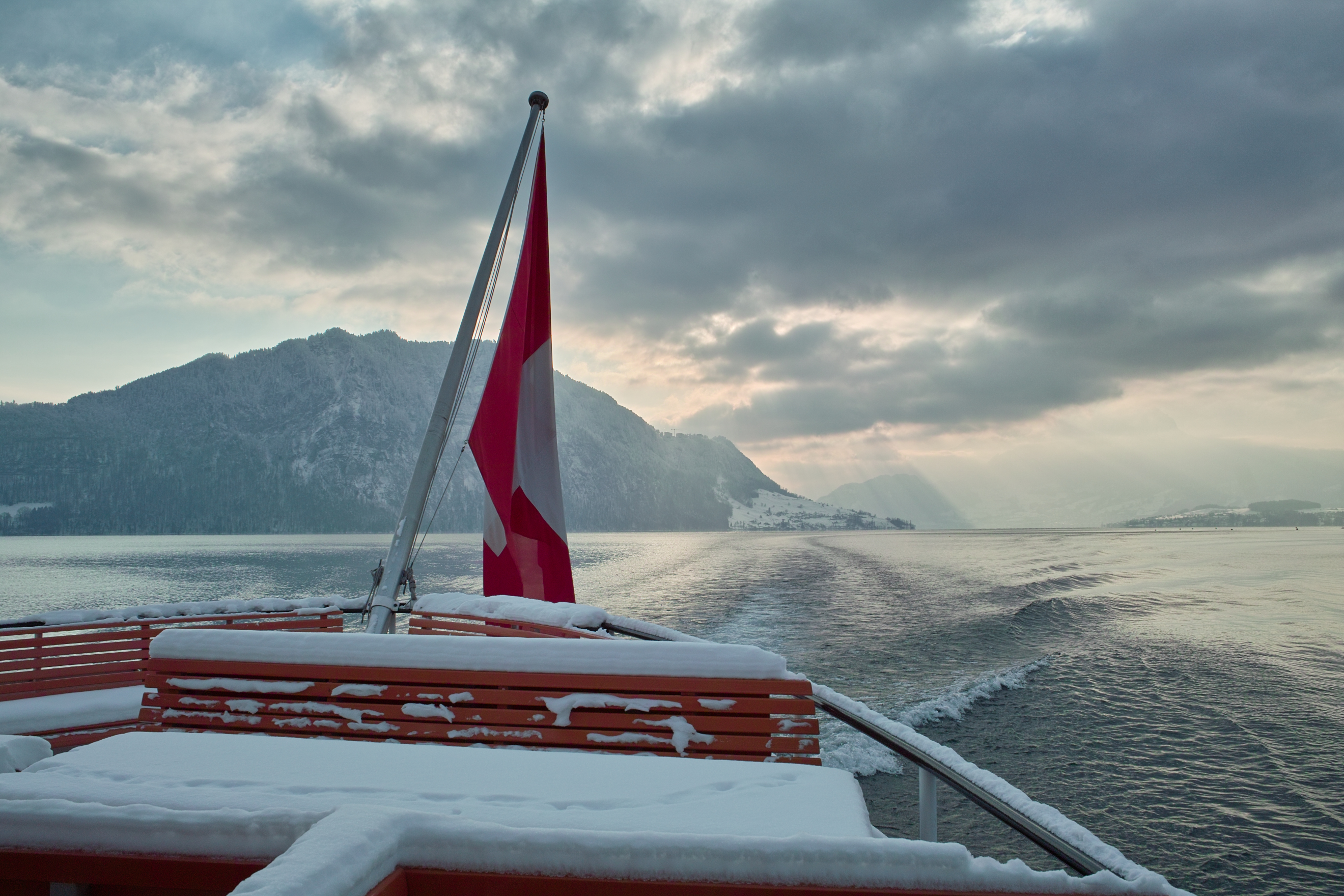
Winterbetrieb: Gotthard im Februar 2012

Während in den Sommermonaten zahlreiche Kurse auf allen Linien angeboten und die Dampfschiffe stark eingesetzt werden, ist der Fahrplan im Frühling und Herbst reduziert und im Winter noch stärker eingeschränkt. Auf der Hauptlinie Luzern–Brunnen–Flüelen sowie der Linie Luzern–Kehrsiten-Bürgenstock werden ganzjährig Verbindungen angeboten. So finden sich im Winterfahrplan 2018 drei tägliche Verbindungen Luzern–Flüelen–Luzern sowie verschiedene weitere Verbindungen auf Teilstrecken. Die anderen Linien werden zwischen Ende Oktober und Anfang April seit längerer Zeit nicht mehr bedient. Während die Linie von Luzern nach Stansstad und Alpnachstad bis zur Eröffnung der durchgehenden Luzern-Stans-Engelberg-Bahn noch ganzjährig erhebliche Bedeutung für Reisende nach Stans oder Engelberg hatte, wurden die Winterkurse auf dieser Linie seither stetig reduziert und letztlich ganz eingestellt. Im Winterfahrplan 1981/1982 gab es noch zwei Kurspaare Luzern–Stansstad–Luzern, die von November bis Februar nur noch an Samstagen und Sonntagen verkehrten, im Winterfahrplan 1982/1983 fielen dann auch diese Kurse weg.
Seit Weihnachten 1999 setzte die SGV jeweils das Dampfschiff Uri für Winterfahrten im normalen Fahrplan von der Adventszeit bis Neujahr ein. 2011 wurde statt der Uri für die Dampfschiff-Winterfahrten erstmals die neu restaurierte Unterwalden eingesetzt, wobei jedoch nur noch Rundfahrten mit Konsumationspflicht angeboten wurden. Im normalen Fahrplan verkehrten stattdessen Motorschiffe. Dies hat zu Verärgerung beim Verein der Dampferfreunde geführt. Da viele Schiffe Restaurationsbetrieb bieten, werden ganzjährig auch andere Sonderfahrten mit speziellen Buffets angeboten.
Die offiziellen Schifffahrtsstationen im Uhrzeigersinn rund um den See sind:
- Luzerner Seebecken: Luzern Bahnhofquai, Verkehrshaus-Lido, Tribschen, Seeburg, Hermitage, Meggenhorn
- Küssnachtersee: Meggen, Merlischachen, Küssnacht am Rigi, Greppen
- Vitznauer Becken: Hertenstein, Weggis, Vitznau
- Gersauer Becken: Rotschuo (1998–2009), Gersau, Brunnen SGV
- Urnersee: Sisikon, Tellsplatte, Flüelen, Seedorf, Isleten-Isenthal, Bauen, Rütli
- Gersauer Becken: Treib, Beckenried, Buochs, Ennetbürgen
- Vitznauer Becken: Kehrsiten-Bürgenstock
- Horwer Becken und Alpnachersee: Kehrsiten-Dorf, Stansstad, Alpnachstad, Hergiswil, Kastanienbaum

Ausserdem gibt es noch die Station Brunnen Föhnhafen, sie wird jedoch im regulären SGV-Verkehr nur einmal pro Werktag angefahren und dient hauptsächlich bei Föhnstürmen als Ersatzhalt für Brunnen, da der Föhnhafen – wie der Name sagt – vor dem Südwind geschützt ist und somit das An- und Abfahren einfacher ist. Die jeweils von Frühling bis Herbst zwischen Beckenried (Niederdorf) und Gersau (Forst) verkehrende Autofähre Vierwaldstättersee gehört nicht zur SGV.

## Güterverkehr
Bis über die Mitte des 20. Jahrhunderts hinaus besass auch der Güterverkehr eine gewisse Bedeutung für die Schifffahrtsgesellschaft. Die beförderte Gütermenge reduzierte sich nach der Eröffnung der Gotthardbahn von 54'815 Tonnen im Jahre 1881 auf 21'835 im Jahre 1882. Sie nahm jedoch ab 1887 noch einmal bis zu einem Maximum von 92'347 Tonnen 1895 zu, was hauptsächlich auf Materialtransporte zurückzuführen ist, die für den Bau der Pilatusbahn, der Brünigbahn und des 1896 eröffneten neuen Bahnhofs Luzern benötigt wurden. Danach stabilisierte sich der Güterverkehr für längere Zeit in einem Bereich von noch etwa 25'000 bis 30'000 Tonnen pro Jahr. Für den Transport von Gütern und Vieh wurden von den Schiffen der SGV häufig Nauen in Schlepp genommen. Die beiden Trajekte DGV 1 und DGV 2 beförderten ab 1891 Eisenbahnwagen von Luzern nach Vitznau (Kohle für die Rigibahn), Beckenried (Kalkfabrik) und Stansstad (Güterumlad zur Stansstad-Engelberg-Bahn). Ausserdem dienten sie dem Tierverkehr. Nach dem Ersten Weltkrieg brach der Trajektverkehr zusammen und wurde 1920 eingestellt.  In den 1920er Jahren machte sich ein sehr deutlicher Rückgang bemerkbar (zwischen 1921 und 1928 durchschnittlich noch 12'312 Tonnen jährlich), dessen Ursache Fritz Hofer in seiner Arbeit über die Schifffahrt auf dem Vierwaldstättersee von 1930 «in der sich steigernden Konkurrenz im Automobil- und Motorschiffverkehr» sieht. 1969 waren es noch 5'426 Tonnen. Trotzdem war noch bei den in den 1960er und frühen 1970er Jahren gebauten grossen Motorschiffen wie der Gotthard das Mitteldeck als Güterraum z. B. für Postsäcke, Güterkarren und auch Kleinvieh konzipiert. Ab 1978 gab es keine Tiertransporte mehr. Erst ab Ende der 1980er Jahre ist der Güterverkehr praktisch vollständig auf die Strasse verlagert worden. Die SGV übernimmt noch Transporte von Reisegepäck im «Direkten Verkehr».

## Tarife

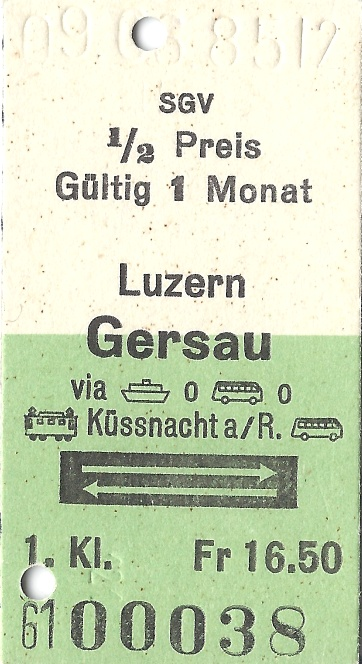
Edmondsonsche Fahrkarte 1. Klasse von 1985, gültig wahlweise für Schiff, Bus oder Bahn und Bus

Die SGV ist in das Tarifsystem des öffentlichen Personenverkehrs in der Schweiz eingebunden. Angebote wie das Halbtax-Abonnement, das Generalabonnement oder die Jugendkarte Gleis 7, die ab 19 Uhr unbeschränkte Fahrten erlaubt, sind auf den fahrplanmässigen Schiffskursen gültig. Auch der Swiss Travel Pass für ausländische Fahrgäste wird anerkannt. Mit InterRail- und Eurail-Fahrkarten wird 50 % Rabatt auf die Fahrpreise gewährt (Stand 2018). Billette des Tarifverbunds Luzern/Obwalden/Nidwalden «Passepartout» sind auf den Schiffen jedoch nicht gültig, mit Ausnahme von Monats- und Jahresabos zwischen den Anlegestellen Luzern, Hertenstein, Weggis und Vitznau. Ebenfalls nicht anerkannt werden Velo-Billette und Velo-Abonnemente der SBB, wobei Velos jedoch – ohne Transportgarantie – kostenpflichtig befördert werden. Für einzelne Angebote, wie Rundfahrten mit einem Panoramaschiff, wird für Generalabonnement, Swiss Pass etc. nur eine Ermässigung geboten, nicht jedoch die sonst auf den fahrplanmässigen Kursen geltende freie Fahrt.
Die meisten grösseren Schiffe sind in Bereiche 1. und 2. Klasse aufgeteilt. Nach dem Tarif von 2018 bewegen sich die Fahrpreise für Einzelfahrten ohne Ermässigung zwischen 6 Schweizer Franken (2. Klasse, bis 4 Tarifkilometer, z. B. Luzern–Verkehrshaus) und 69 Franken (1. Klasse, bis 45 Tarifkilometer, z. B. Luzern–Flüelen). Für Retour- und Gruppenbillette werden Ermässigungen gewährt.
| Jahr                       | 2022     | 2021              | 2020              | 2019              | 2018              | 2017     |
| -------------------------- | -------- | ----------------- | ----------------- | ----------------- | ----------------- | -------- |
| Billette                   | 20881    | 13185             | 9431              | 22439             | 23510             | 22346    |
| davon Einzelreiseverkehr   |          |                   |                   | 18159             | 19111             | 17605    |
| davon Gruppenreiseverkehr  |          |                   |                   | 4280              | 4399              | 4741     |
| Abonnementsverkehr         | 12204    | 9261              | 8696              | 13540             | 12979             | 11618    |
| Schiffsmiete               | 2308     | 1078              | 382               |                   |                   |          |
| Post- und Güterverkehr     |          |                   |                   | 20                | 24                | 24       |
| Erlösminderungen           | -1001    | -661              | -479              | -814              | -658              | -907     |
| Total Verkehrsertrag       | 34392    | 22863             | 18030             | 35186             | 35855             | 33081    |
| Abgeltung öffentliche Hand | 809      | 809               | 809               | 809               | 809               | 809      |
| Einzelnachweise            | [ GB 2 ] | [ GB 3 ] [ GB 2 ] | [ GB 4 ] [ GB 3 ] | [ GB 5 ] [ GB 4 ] | [ GB 1 ] [ GB 5 ] | [ GB 1 ] |

## Organisation
Im Jahre 2022 hatte die SGV-Gruppe 451 Mitarbeiter; 278 davon waren Festangestellte, die anderen Saison- oder Teilzeitangestellte. Dies entsprach 373 Vollzeitstellen. Der Personalaufwand für 2022 betrug 42,6 Millionen CHF.
|      | [ 102 ] | Mitarbeiter | Mitarbeiter | Mitarbeiter | Dienstjubiläen (ab 20.) | Dienstjubiläen (ab 20.) | Dienstjubiläen (ab 20.) | Dienstjubiläen (ab 20.) | Dienstjubiläen (ab 20.) | Dienstjubiläen (ab 20.) | [ 103 ]             |
| Jahr | CHF     | MA          | fest        | VZ          | 20                      | 25                      | 30                      | 35                      | 40                      | 45                      | EN                  |
| ---- | ------- | ----------- | ----------- | ----------- | ----------------------- | ----------------------- | ----------------------- | ----------------------- | ----------------------- | ----------------------- | ------------------- |
| 2022 | 42,6    | 451         | 278         | 373         | 4                       |                         | 3                       | 2                       |                         |                         | [ GB 2 ]            |
| 2021 | 31,2    | 421         | 247         | 349         | 3                       | 3                       | 7                       | 4                       | 2                       |                         | [ GB 3 ] [ GB 2 ]   |
| 2020 | 32,1    | 546         | 318         | 403         | 4                       | 3                       | 4                       | 1                       | 2                       |                         | [ GB 4 ] [ GB 3 ]   |
| 2019 | 44,9    | 676         | 384         | 461         | 4                       | 2                       | 3                       | 1                       | 2                       | 2                       | [ GB 5 ] [ GB 4 ]   |
| 2018 | 40,8    | 663         | 359         | 458         | 5                       | 3                       | 6                       | 1                       | 3                       |                         | [ GB 1 ] [ GB 5 ]   |
| 2017 | 39,7    | 664         | 312         | 445         | 2                       | 4                       | 5                       | 2                       |                         | 2                       | [ GB 6 ] [ GB 1 ]   |
| 2016 | 38,2    | 661         | 282         | 432         | 5                       | 8                       | 6                       | 4                       |                         |                         | [ GB 7 ] [ GB 6 ]   |
| 2015 | 38,3    | 668         | 257         | 416         | 3                       | 4                       | 1                       | 3                       | 1                       |                         | [ GB 8 ] [ GB 7 ]   |
| 2014 | 33,2    | 657         | 247         | 406         | 2                       | 3                       | 1                       | 2                       | 3                       |                         | [ GB 9 ] [ GB 8 ]   |
| 2013 | 33,4    | 638         | 231         | 390         | 4                       | 7                       | 1                       | 3                       | 2                       | 1                       | [ GB 10 ] [ GB 9 ]  |
| 2012 | 32,4    | 640         | 230         | 389         | 1                       | 5                       | 2                       |                         | 1                       |                         | [ GB 11 ] [ GB 10 ] |
| 2011 | 30,9    | 623         | 228         | 383         |                         |                         |                         |                         |                         |                         | [ GB 11 ]           |

### Unternehmensleitung
Die Unternehmensleitung besteht aus der Geschäftsleitung und dem Verwaltungsrat.
| Funktion                                           | von              | bis  | Name                 |
| -------------------------------------------------- | ---------------- | ---- | -------------------- |
| Leiter Finanzen & Controlling                      | 2022 (Juli)      |      | Pascal Koch          |
| Leiter IT, Personal und Projekte                   | 2019 (Juli)      |      | Patrick Hagen        |
| Geschäftsführer Tavolago                           | 2014 (Januar)    |      | Fredy Wagner         |
| Geschäftsführer Holding und Schifffahrt            | 2005 (September) |      | Stefan Schulthess    |
| Geschäftsführer Shiptec                            | 2004 (Juni)      |      | Rudolf K. Stadelmann |
| Leiter Finanzen & Controlling                      | 2009 (Mai)       | 2022 | Christian Fischer    |
| Leiter Schifffahrt                                 | 2007 (Mai)       | 2018 | Martin Wicki         |
| Leiter Unternehmensentwicklung, Personal & Support | 1995 (Mai)       | 2019 | Hans Zwahlen         |

Der Verwaltungsrat besteht aus einem Präsidenten und einem Vizepräsidenten sowie mehreren weiteren Mitgliedern. Die Mitglieder werden für eine Amtsdauer von 4 Jahren gewählt. Das Reglement des Verwaltungsrates beschränkt die Gesamtdauer auf 12 Jahre, allenfalls weitere 12 Jahre als Präsident.
2005 waren die Grösse des Verwaltungsrates auf 7 Personen reduziert und der Verwaltungsratsausschuss aufgelöst worden. Zuvor war jeder Uferkanton meist durch ein Regierungsmitglied vertreten. 2004 hielt der Verwaltungsrat 4 Sitzungen, der Ausschuss 12.
Seit 1920 wurden die Namen der Mitglieder im SHAB publiziert, Änderungen zum Teil mit Jahren Verzögerung.
| Von    | Bis  | Name                 |
| ------ | ---- | -------------------- |
| 2022   |      | Josef Felder         |
| 2013   | 2022 | Hans-Rudolf Schurter |
| 2001   | 2013 | Josef Nigg           |
| 1994   | 2001 | Karl Schmid          |
| 1983   | 1994 | Hermann Heller       |
| 1974   | 1982 | Alphons Egli         |
| 1970   | 1974 | Hermann Merz         |
| 1966   | 1970 | Joseph Studer        |
| 1959   | 1966 | Alexander Perrig     |
| 1953   | 1959 | Vinzenz Winiker      |
| 1951   | 1953 | Fritz Ringwald       |
| 1936   | 1951 | Heinrich Zust-Schmid |
| 1920   | 1936 | Oskar Hauser         |
| 1919   | 1920 | Josef Düring         |
| 1916   | 1919 | Placid Meyer         |
| (1883) | 1913 | Julius Schnyder      |

| von           | bis           | Name, Wohnsitz                            | EN                          |
| ------------- | ------------- | ----------------------------------------- | --------------------------- |
| 2022          |               | Bettina Hübscher, Sarnen                  | [ GB 2 ]                    |
| 2021          |               | Josef Felder, Luzern                      | [ GB 2 ]                    |
| 2021          |               | Robert Meyer, Kastanienbaum               | [ GB 2 ]                    |
| 2017          |               | Marie-Helene Suter, Merlischachen         | [ GB 2 ] [ GB 6 ]           |
| 2017          |               | Stephan Grau, Auw/Meggen                  | [ GB 2 ] [ GB 6 ]           |
| 2013          |               | Georg Reif, Sins                          | [ GB 2 ]                    |
| 2013          |               | Felix Frei, Lenzerheide/Feldmeilen/Malans | [ GB 4 ] [ GB 2 ] [ GB 10 ] |
| 2013          | 2021          | Alfred Bossard, Buochs                    | [ GB 4 ] [ GB 3 ]           |
| 2009          | 2021          | Martin Bütikofer, Hünenberg See           | [ GB 4 ] [ GB 3 ]           |
| 2005          | 2017          | Florian Russi, Brunnen                    | [ GB 16 ] [ GB 7 ]          |
| 2005          | 2017          | Rita Misteli, Luzern                      | [ GB 16 ] [ GB 7 ]          |
| 2003          | 2005          | Lorenz Bösch, Brunnen                     | [ GB 17 ] [ GB 13 ]         |
| 2002          | 2005          | Maria Küchler-Flury, Sarnen               | [ GB 14 ] [ GB 13 ]         |
| 2001          | 2022          | Hans-Rudolf Schurter, Luzern              | [ GB 4 ]                    |
| 2001          | 2013          | Isidor Baumann, Wassen                    | [ GB 16 ] [ GB 10 ]         |
| 2001          | 2013          | Rudolf Freimann, Luzern                   | [ GB 16 ] [ GB 10 ]         |
| 2001          | 2003          | Georg Hess, Schwyz/Schindellegi           | [ GB 17 ]                   |
| 1998          | 2005          | Beat Fuchs, Buochs                        | [ GB 13 ]                   |
| 1997          | 2005          | Ulrich Fässler, Luzern                    | [ GB 13 ]                   |
| 1994          | 2005          | Urs-Peter Geering, Weggis                 | [ GB 13 ]                   |
| 1994          | 2005          | Jürg P. Hartmann, Wiesendangen            | [ GB 13 ]                   |
| 1993          | 2013          | Josef Nigg, Sarnen                        | [ GB 16 ]                   |
| 1989          | 2009          | Hans Hess, Sarnen                         | [ GB 18 ] [ GB 16 ]         |
| 1978          | 2005          | Werner Meyer, Luzern                      | [ GB 13 ]                   |
| 1982          | 2004          | Theo Mathis, Luzern                       | [ GB 15 ]                   |
| 1988?         | 2001          | Karl Schmid, Kriens                       |                             |
| 1994          | 2001          | Richard Wyrsch, Brunnen                   |                             |
| 1994          | 2001          | Walter Flueler, Zug                       |                             |
| 1988          | 2001          | Ambros Gisler, Schattdorf                 |                             |
| 1978          | 2001          | Julius Schmid, Luzern                     |                             |
| 1974          | 2001          | Viktor O. Hauser, Luzern                  |                             |
| 1954          | 1994          | Hermann Merz, Luzern                      |                             |
| 1969          | 1988          | Rolf Zollikofer, Luzern                   |                             |
| (1885)        | 1921          | Alois Zingg, Meggen                       | [ 108 ] [ 113 ]             |
|               |               | Gustav Muheim, Altdorf                    |                             |
| (1885 im Amt) | (1885 im Amt) | Leonz Gurdi, Luzern                       | [ 113 ]                     |
| (1885 im Amt) | (1885 im Amt) | D. C. Gemsch, Schwyz                      | [ 113 ]                     |
| (1885 im Amt) | (1885 im Amt) | J. Zünd-Meyer, Luzern                     | [ 113 ]                     |
| (1885 im Amt) | (1885 im Amt) | Ludwig Pfyffer, Luzern                    | [ 113 ]                     |
| (1885 im Amt) | (1885 im Amt) | Falck-Crivelli, Luzern                    | [ 113 ]                     |
| (1885 im Amt) | (1885 im Amt) | Felix von Schumacher, Luzern              | [ 113 ]                     |
| (1885 im Amt) | (1885 im Amt) | Friedrich Bell, Luzern                    | [ 113 ]                     |
| (1885 im Amt) | (1885 im Amt) | Josef Arnold, Altdorf                     | [ 113 ]                     |
| …             |               |                                           |                             |

### Aktionäre
Seit 2018 beträgt das Aktienkapital der SGV Holding AG 6'500'000 CHF, eingeteilt in 162'500 Aktien zu CHF 40. Sie werden von ca. 7000 Aktionären gehalten. Familie Werner Meyer in Hergiswil bildet eine Gruppe, die 5,1 % des Kapitals hält, als einziger Aktionäre mit mehr als 5 %. Kantone und Gemeinden besitzen einen Anteil von 2,6 %.: der Kanton Luzern 0,8 %, Schwyz 0,9 %, Uri <1 %. Verwaltungsratsmitglieder hielten 1,23 % (2022) bzw. 0,23 % (2020).
| Jahr | CHF    |
| ---- | ------ |
| 2022 | 250    |
| 2021 | 232    |
| 2020 | 250    |
| 2019 | 327,50 |
| 2018 | 340    |

Die Gesellschaft vor 2018 hatte ein Aktienkapital von 7'785'296 CHF mit 31'100 Prioritätsaktien zu CHF 250 mit 2 Stimmen sowie 10'296 Stammaktien zu CHF 1 mit 1 Stimme. Vorzugsaktien wurden in 4,00207 neue Aktien, Stammaktien in 3,69422 getauscht. Für Rundungen wurden die neuen Aktien mit 372 CHF bewertet, das entspricht Prioritätsaktien zu 1489 CHF und Stammaktien zu 1375 CHF.
| Jahr | Prioritäts | Stamm |
| ---- | ---------- | ----- |
| 2017 | 670        | 681   |
| 2016 | 515        | 470   |
| 2015 | 385        | 530   |
| 2014 | 305        | 325   |
| 2013 | 210        | 210   |
| 2012 | 150        | 161   |
| 2011 | 120        | 200   |
| 2010 | 150        | 190   |
| 2009 | 106        | 155   |
| 2008 | 86         | 155   |
| 2007 | 86         | 130   |

1977 war das Aktienkapital durch die Ausgabe von 19'100 Prioritätsaktien zu CHF 250 erhöht worden.
1943, im Rahmen einer Sanierung, war der Nominalwert der Prioritätsaktien von CHF 350 reduziert worden und durch Umwandlung von Obligationen 6000 neue geschaffen worden. Auf CHF 1 lautende Prioritätsaktien wurden in Stammaktien umgewandelt.
Eine Sanierung fand zuvor 1937 statt.

### Ertrag
Der Betriebsertrag besteht hauptsächlich aus dem Verkehrsertrag (vgl. #Tarife), dem Ertrag der Gastronomie (Tavolago) und der Werft (Shiptec).
| Jahr | Ertrag | Gastro | Werft | EBITDA | EBIT | Gewinn | Dividende | EN        |
| ---- | ------ | ------ | ----- | ------ | ---- | ------ | --------- | --------- |
| 2022 | 94,7   | 29,4   | 27,9  | 12,6   | 5,0  | 4,0    |           | [ GB 2 ]  |
| 2021 | 66,5   | 16,1   | 20,8  | 3,1    | -5,5 | -1,6   |           | [ GB 2 ]  |
| 2020 | 49,0   | 12,5   | 8,4   | -4,1   | -12  | -5,8   |           | [ GB 4 ]  |
| 2019 | 86,1   | 35,2   | 7,9   | 11,2   | 3,2  | 1,8    |           | [ GB 4 ]  |
| 2018 | 80,3   | 31,8   | 3,5   | 10,7   | 3,5  | 2,3    |           | [ GB 1 ]  |
| 2017 | 75,8   | 31,4   | 6,9   | 9,5    | 8,8  | 1,4    |           | [ GB 1 ]  |
| 2016 | 69,6   | 28,9   | 3,4   | 3,5    | 3,5  | 1,5    |           | [ GB 7 ]  |
| 2015 | 71,9   | 29,6   | 5,8   | 9,0    | 3,9  | 2,0    |           | [ GB 8 ]  |
| 2014 | 61,6   | 23,9   | 2,8   | 7,7    | 2,2  | 1,8    |           | [ GB 8 ]  |
| 2013 | 62,9   | 21,8   | 6,7   | 8,3    | 2,9  | 2,2    |           | [ GB 10 ] |
| 2012 | 61,8   | 21,2   | 6,5   | 7,9    | 2,9  | 2,8    |           | [ GB 10 ] |